# Ludwig Hopf
Ludwig Hopf (Norimberga, 23 ottobre 1884 – Dublino, 23 dicembre 1939) è stato un fisico tedesco oggi meglio conosciuto per i suoi contributi alla matematica, alla relatività speciale, all'idrodinamica e all'aerodinamica. All'inizio della sua carriera fu assistente, collaboratore e coautore di Albert Einstein.

## Biografia
In effetti, era uno di loro.»
(Erwin Schrödinger)
Nacque in una famiglia di importanti commercianti di luppolo e di consiglieri comunali a Norimberga, in Germania, figlio di Elise (nata Josephthal) e Hans Hopf. Dal 1902 al 1909 studiò matematica e fisica alle università di Monaco e Berlino .
Studiò con Arnold Sommerfeld presso l'Università di Monaco di Baviera dove conseguì il dottorato di ricerca in idrodinamica nel 1909.  Poco dopo, Sommerfeld presentò Hopf ad Albert Einstein durante una conferenza di fisica a Salisburgo. Nello stesso anno Einstein, avendo bisogno di un assistente all'Università di Zurigo, lo assunse (il fatto che Hopf fosse un pianista di talento aveva agevolato la cosa  poiché Einstein suonava il violino e amava suonare i duetti). Hopf era un ammiratore della psicoanalisi, aveva studiato Freud e, una volta a Zurigo, si era legato all'ex discepolo di Freud, Carl Gustav Jung che fece conoscere a Einstein. Nel 1910 Hopf collaborò e pubblicò con Einstein due articoli sugli aspetti statistici classici della radiazione. La collaborazione di Hopf con Sommerfeld sulle rappresentazioni integrali delle funzioni di Bessel portò alla pubblicazione di un articolo nel 1911.  Sempre in quell'anno Hopf accompagnò Einstein all'Università Karl-Ferdinand di Praga; tuttavia, non rimase a lungo con Einstein, a causa delle "condizioni antigieniche" a Praga.
Nel 1912 sposò Alice Goldschmidt, dalla quale ebbe cinque figli e una figlia.
Durante la prima guerra mondiale Hopf contribuì alla progettazione di aerei militari. Nel 1921 accettò una posizione presso la Rheinisch-Westfälische Technische Hochschule Aachen (RWTH Aachen University), un'importante università tecnica in Germania, dove divenne professore di idrodinamica e aerodinamica. Fu durante il suo mandato ad Aquisgrana che diede un contributo all'Handbuch der Physik  e fu coautore di un libro sull'aerodinamica che ricevette molti apprezzamenti.
Nel 1933, con l'ascesa al potere dei nazisti in Germania, fu messo in congedo ad Aquisgrana perché ebreo e nel 1934 perse completamente la sua posizione.
Hopf rimase in Germania fino al 1939. Le SS stavano cercando di arrestarlo e furono contrastate da suo figlio Arnold che finse di essere suo padre. Arnold fu arrestato e mandato nel campo di concentramento di Buchenwald, dal quale riuscì a fuggire dopo 3-4 settimane e a emigrare in Kenya. Ludwig lasciò la Germania per la Gran Bretagna con la moglie e tre dei suoi figli, prendendo un posizione di ricerca a Cambridge. Si trasferì poi a Dublino nel luglio 1939 per assumere una cattedra di matematica al Trinity College.
Poco dopo aver assunto le sue funzioni però si ammalò gravemente e morì di insufficienza tiroidea il 21 dicembre 1939. Sulla sua tomba, Schrödinger definì Hopf "un amico dei più grandi geni del suo tempo", aggiungendo poi "In effetti, era uno di loro."
Hopf era cugino di primo grado con il matematico Heinz Hopf e con il compositore Franz Reizenstein.